# 頓原道路
頓原道路（とんばらどうろ）は、島根県飯石郡飯南町を通る国道54号のバイパスである。以前は有料道路で日本道路公団により管理されていた。国道54号は広島県と島根県を連絡する主要幹線道路であるが、もともと島根県飯石郡飯南町付近は、最急勾配8%の急坂と数多くの屈曲の為、冬期の豪雪で、その機能を全く停止することもしばしばあった。それを打開する為日本道路公団により、1961年(昭和36年)11月より工事着手し1964年(昭和39年)10月25日に供用を開始した。この開通により、降雪期における交通も完全に確保され国道の機能は飛躍的に増大した。1981年（昭和56年）12月1日より無料開放された。

## 概要
- 起点：島根県飯石郡飯南町花栗
- 終点：島根県飯石郡飯南町都加賀（つがか）
- 全長：3,580m
- 設計速度 第2種山地部 50km/h
- 勾配：最急縦断勾配 5.8%
- 屈曲：最小曲線半径 300m
- 事業費：585,000千円

## 沿革
- 1964年10月：一般有料道路として供用開始。
- 1981年12月：無料開放。

## 料金（廃止当時）
- 普通車 100円
- 大型車 200円
- 軽自動車 40円
- 自転車 10円